# سمندر جنگلی
سمندر جنگلی (نام علمی: Plethodon) نام یک سرده از تیره سمندر بی‌شش است.